# 블루콤
블루콤(Bluecom Co. Ltd.)는 대한민국의 블루투스 기능 이어폰스피커 기업이다. 본사는  인천광역시 연수구 벤처로 116 (송도동 11-80)에 위치해 있으며 대표이사는 김종규이다.  2011년 1월 26일에 코스닥 시장에 상장하였다. 블루투스 헤드셋을 ODM(제조업체개발생산) 또는 OEM(주문자상표부착생산) 방식으로 납품한다

## 실적
매출액이 2016년 2,387억 원에서 2018년 738억 원으로 급감하였으나 대표이사가 매년 거액의 성과보수과 배당금을 받아서 논란이 되고 있다

## 경영권 승계
기존 최대주주였던 김종규 대표가 2024년 7월 22일 보유중인 지분 500만주를 아들인 김태진 대표에게 증여했다.부진한 주가가 증여거래에는 오히려 도움이 된다는 시각이 있다

## 같이 보기
- 블루투스

## 참고 문헌
1. ↑  2020년 블루콤 IR자료
2. ↑  최명호, 간단히 끝난 블루콤 경영권 분쟁..."경영 참여→단순 투자", 지구인사이드, 2022. 10. 11.
3. ↑  이병찬, 한국IR협의회 기술분석보고서-블루콤, 2022.03.03[깨진 링크(과거 내용 찾기)]
4. ↑  형재혁, 블루콤, 실적 성장 지속 기대감...배경은? 아이투자 15.03/30
5. ↑  김지훈, 기업은 망해도 오너는 알부자(?) 넥밴드형 블루투스 ‘블루콤과 김종규 회장, 중국저가공세에 치여도, 오너일가 매년 거액 배당, 뉴스워커, 2019년 2월 15일
6. ↑  양귀남, 증여 나선 블루콤, 베일에 가린 신사업 전략, 더벨, 2024-07-29
7. ↑  양귀남, '주가 최저점' 블루콤, 최적 타이밍 증여 '눈길', 더벨, 2024-07-26